# Sleepwalking (canción)
«Sleepwalking» es una canción de la banda de rock británica Bring Me the Horizon. Escrito por el vocalista de la banda, Oliver Sykes, el guitarrista Lee Malia y el tecladista Jordan Fish, fue producido por Terry Date y apareció en el cuarto álbum de estudio de la banda, Sempiternal, lanzado en 2013. La canción fue lanzada como el segundo sencillo del álbum el 1 de marzo de 2013, alcanzando el número tres en el UK Rock & Metal Singles Chart.

## Promoción y Lanzamiento
"Sleepwalking" fue lanzado como descarga digital el 1 de marzo de 2013, y luego fue lanzado en un disco de imágenes de 10 "para el Record Store Day en abril.  La canción apareció como "Hottest Record" de BBC Radio 1 el 28 de febrero de 2013. Además de Sempiternal, la canción también apareció en el álbum de video en vivo debut de la banda, Live at Wembley de 2015, así como su segundo álbum en vivo de 2016 Live at Royal Albert Hall.

## Composición y letra
Muchos comentaristas han notado a "Sleepwalking" por su tono notablemente más suave en comparación con los sencillos anteriores de Bring Me the Horizon. Spencer Kaufman de Loudwire, por ejemplo, señaló que la canción "muestra el lado más melódico [de la banda]", alabando el "hermoso puente en el medio de la pista". De manera similar, el comerciante de boletos AXS afirmó que la canción "mostró que [Bring Me the Horizon] podía escribir más canciones amapolas que aún mantenían el estilo agresivo por el que son conocidos", mientras que Mike Hohnen de Music Feeds explicó que la pista "[afina] en un ambiente mucho más suave y ambiental". Hablando en una descripción pista por pista de Sempiternal con Metal Hammer, el vocalista Oliver Sykes describió "Sleepwalking" como "una de las canciones más comerciales del disco" y "una de las canciones mejor escritas [de la banda]".
Según Sarai C. de Loudwire, "Sleepwalking" comienza "con una melodía electrónica que evoluciona hacia una poderosa progresión de acordes menores, combinada con la voz perfectamente ejecutada de Sykes", y también presenta algo de influencia nu metal. Hohnen de Music Feeds señaló que la pista presenta un "papel dominante" para los teclados, acompañado de patrones de batería irregulares. Gregory Adams de Exclaim! propuso que el estilo de la canción "se dirige hacia una melancolía de Linkin Park asistida por la electrónica". Bram Teitelman de Metal Insider también comparó el estilo de la canción con el de Linkin Park, criticando su falta de "pesadez" hasta cierto punto.

## Vídeo musical
El video musical de "Sleepwalking" fue lanzado el 4 de marzo de 2013. Dirigida por A Nice Idea Every Day y Richard Sidwell, representa a un sonámbulo "[atravesando] paisajes invernales y un muelle infestado de gaviotas mientras se encuentra en la tierra de nod", mientras Bring Me the Horizon "interpreta la melodía inspirada en el sonámbulo para un grupo de bebedores de pinta deprimidos en un pub". En el video, se ve al líder de Bring Me the Horizon, Oliver Sykes, con una camiseta con el logo de la banda estadounidense de death metal, Death.

## Posiciones
| Lista (2013–14)                         | Mejor posición |
| --------------------------------------- | -------------- |
| Estados Unidos (Mainstream Rock)        | 14             |
| Estados Unidos Rock Airplay (Billboard) | 47             |
| Reino Unido Rock & Metal (OCC)          | 3              |

## Certificaciones
| País        | Organismo certificador | Certificación | Ventas certificadas | Ref.   |
| ----------- | ---------------------- | ------------- | ------------------- | ------ |
| Australia   | ARIA                   | Oro           | 35 000              | [ 18 ] |
| Reino Unido | BPI                    | Plata         | 200 000             | [ 19 ] |